# Himmler Rébu
Himmler Rébu (* 11. Februar 1951 in Haiti) ist ein haitianischer Politiker, Publizist und ehemaliger Oberst. Er stellte sich als Offizier aktiv gegen Präsident Jean-Bertrand Aristide und gründete später eine eigene Partei. Er gehörte in den 2010er Jahren als Minister für Jugend, Sport und zivilgesellschaftliche Arbeit sowie als Staatssekretär für öffentliche Sicherheit der Regierung an.

## Leben und politische Positionen
Der am 11. Februar 1951 geborene Rébu trat im Alter von 20 Jahren am 30. August 1971 in die damaligen haitianischen Streitkräfte ein. Er war unter anderem Ausbilder an der haitianischen Militärakademie.
Im April 1989 unternahm Rébu als Kommandeur einer in Pétionville stationierten Spezialeinheit der Armee, genannt „Leoparden-Bataillon“, einen erfolglosen Staatsstreich gegen General Prosper Avril, der sowohl Befehlshaber der Streitkräfte als auch Präsident der Republik war. Zusammen mit zwei weiteren Offizieren konnte sich Rébu über die Dominikanische Republik nach Miami in die Vereinigten Staaten absetzen.
Im Jahr 1994 hatte Staatspräsident Aristide die haitianischen Streitkräfte aufgelöst. Rébu widmete sich mehr und mehr der Politik und publizierte zu Themen des Zeitgeschehens. Ferner gründete er ein Zentrum für Körpererziehung, Ästhetik und Haltung (Cepem).
Im Jahr 2003 gründete Rébu die Partei Grand rassemblement pour l’évolution d’Haïti (GREH), die aus der von ihm geführten Bewegung Groupe de réflexion sur Haïti hervorging. Als Schwerpunkte ihres Programms nannte GREH die Landwirtschaft, freie Märkte und die öffentliche Sicherheit.
Rébu wurde im September 2004 in ein Gremium berufen, das der Stabschef des Staatspräsidenten einrichtete, um den Aufbau neuer haitianischer Streitkräfte vorzubereiten. Vor der Präsidentschaftswahl des Jahres 2006 kündigte Rébu seine Kandidatur für seine Partei GREH an, zog diese jedoch zu Gunsten von Leslie Manigat vor dem Wahlgang zurück.
Bei der Veröffentlichung seines Buchs Haïti, la vision d’un officier : 22 ans de paroles ... écrites im Jahr 2008 bemängelte Rébu die fehlende Führungsstärke des politischen Personals Haitis und warb für die Nutzung der Fähigkeiten der früheren Militärs.
Während des Erdbebens in Hait 2010 war Rébu dabei, einen Fitnesskurs in seinem Zentrum „Cepem“ zu geben. 450 obdachlos gewordene Familien fanden Zuflucht auf dem Fußballplatz der Einrichtung. Rébu führte das Flüchtlingslager mit militärischer Ordnung.
Bei der von Präsident Martelly initiierten Neugründung haitianischer Streitkräfte kam es zu organisatorischen Schwächen und Übergriffen paramilitärischer Banden, die Rébu zu der Aussage brachten, die Bemühungen des Präsidenten zielten auf ein Phantom.
Als Vorsitzender der GREH wandte sich Rébu gegen die Verfassungsänderung des Jahres 2012, von der er meinte, sie stelle „eine Verschwörung gegen die Nation“ dar. Gleichwohl wurde er von Premierminister Laurent Lamothe (2012 bis 2014) als Minister für Jugend, Sport und zivilgesellschaftliche Arbeit in das Kabinett berufen. In der folgenden Regierung wurde Rébu Staatssekretär für öffentliche Sicherheit im Justizministerium. Im Oktober 2018 musste Rébu vor Gericht zu einem Fall des organisierten Waffenhandels aussagen. Es handelte sich um die Untersuchung eines Falls aus dem Jahr 2016, in dem ein großes Waffenlager bei Saint-Marc gefunden worden war. In einem Interview vom Juni 2021 kritisierte Rébu den Mangel an öffentlicher Sicherheit im Land und die Macht der kriminellen Banden, die ganze Stadtteile von Port-au-Prince kontrollierten.
Am 25. Februar 2022 warf er in einem Interview mit Radio Metropole dem Westen vor, die von dem russischen Staatschef Putin ausgesandten Signale verkannt zu haben. Der Krieg gegen die Ukraine sei Russland aufgezwungen worden und nicht gewollt gewesen.
Rébu ist Vater zweier Töchter.

## Veröffentlichungen (Auswahl)
- Himmler Rébu: L'armée dans l'oeil du cyclone. 1994.
- Himmler Rébu: L'échec d'avril. University of Texas, 1995.
- Himmler Rébu: Haïti, la vision d'un officier : 22 ans de paroles ... écrites. Editora Tele-3, Santo Domingo 2008.
- Himmler Rébu: René Préval : le dernier tango. Port-au-Prince 2012.